# マルガ・フォン・エッツドルフ

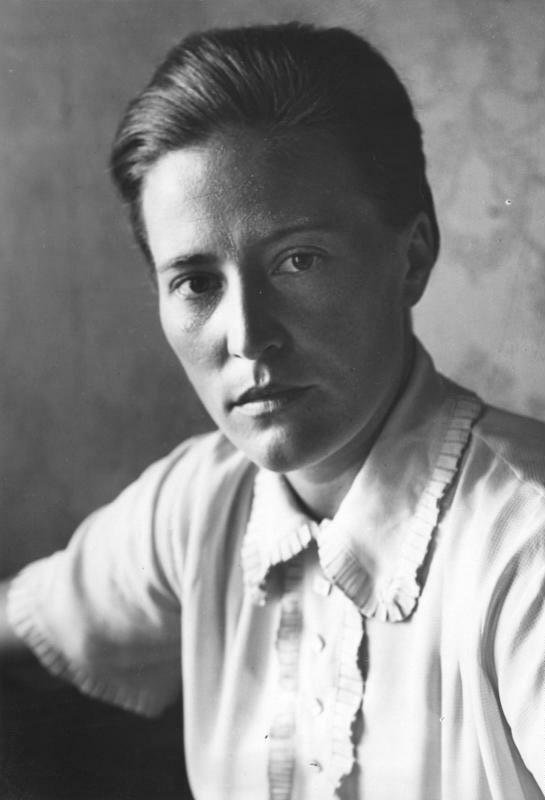
Marga von Etzdorf (1932)

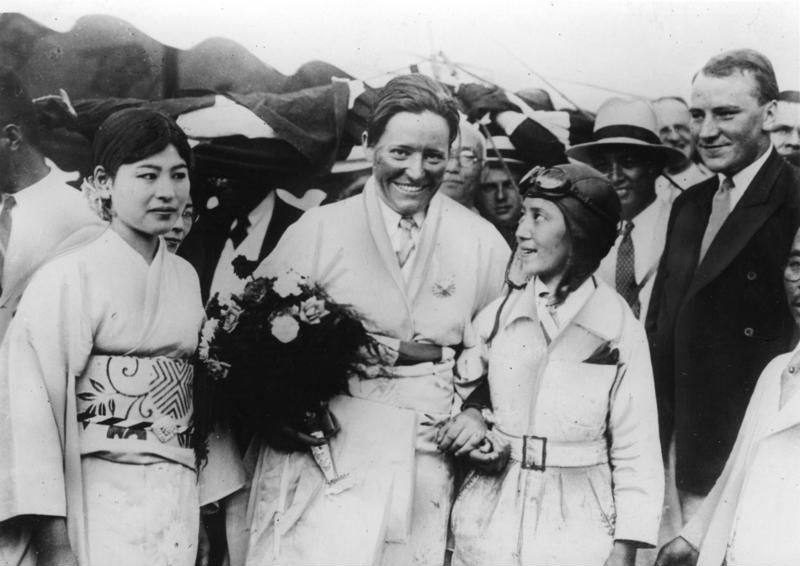
東京でのマルガ

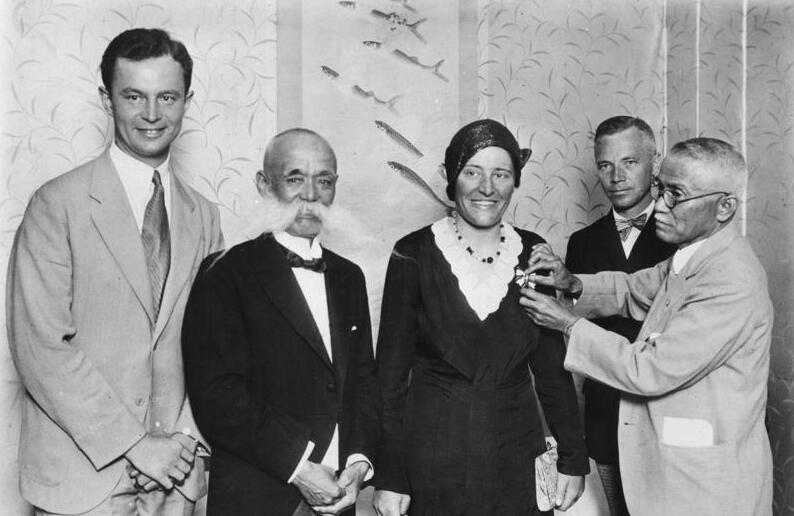
東京での歓迎会、長岡外史らと。
左端は叔父でドイツ大使館に駐在していたハッソー・フォン・エッツドルフ

マルガ・フォン・エッツドルフ（Margarete (Marga) Wolff  gen. von  Etzdorf、1907年8月1日 - 1933年5月28日）は、ドイツの女性パイロット。1931年にベルリンから東京への飛行を行った。

## 生涯・業績
ベルリン近くのシュパンダウで生まれた。1911年に両親と死別、妹とともに祖父のプロイセン貴族の屋敷で育てられた。フェンシング、乗馬、ホッケーなどのスポーツに優れた。1927年12月に航空学校での4ヶ月の訓練ののち、第一次世界大戦後のドイツで女性で2人目のパイロットのライセンスを得た。ルフトハンザで最初の女性の副パイロットとなり、ベルリンとブレスラウや、ベルリンとシュトゥットガルト、バーゼルの航路での旅客機に搭乗した。1929年にグライダーのライセンスを得た。
1930年に祖父の援助で、ユンカース A50を購入し、"Junior"と名づけた。広告飛行や、乗客を乗せたり、曲技飛行を行った。宙返りや背面飛行を得意とした。ドイツで最初の女性の曲技飛行大会に参加し、4位となった。同じ年にイスタンブールまで飛行したが、エンジン故障で何度か不時着し、しばらくイスタンブールにとどまった後、ドイツに戻った。
燃料タンクを増設し次ぎの長距離飛行の準備を行い、1930年11月14日、ベルリンを出発し、マドリード、バーゼル、リヨンを飛び、12月6日にモロッコのラバトで給油し、カナリア諸島まで飛行した。帰途、地中海で悪天候にあい、シチリア島に緊急着陸した。ぬれた草原から離陸するときに機体を損傷させ、エルガは、ユンカースの工場まで列車で修理のための部品を取りにいかねばならなかった。
1931年8月18日、東京への飛行のためベルリンを出発し、ケーニヒスベルクに着陸し悪天候を3時間避けた後、11時間後最初の寄港地のモスクワに着いた。ヴォルガ川に沿って、Chailarで、東京への飛行をする英国の女性パイロット、エミー・ジョンソンの取材するために待つ記者に出会い、単独飛行で東京に飛行するエルガが知られることになった。翌日タイガ河を越え、バイカル湖についた。次に瀋陽に着陸し、日本の入国の許可を待つために1日留まり、朝鮮半島では2回着陸し、日本海を越えるために給油を行った。夕暮れまでに広島に到着。1931年8月29日、12日間かけて、何千という人々に歓迎されながら、4日前に正式開場したばかりの羽田飛行場へ到着した。
日本に6週間滞在し、機体のオーバーホールを行った後、帰国の途についたが、友人の住むタイのバンコクに寄航した後、機体の故障で、80mの高さから墜落し、マルガも負傷し、1月ほどタイの病院に入院した。機体も失われ、マルガは旅客機で帰国することになった。
再び長距離飛行を企て、クレム Kl 32を入手して1933年5月27日、南アフリカをめざしてベルリンを出発した。翌日シリアのアレッポ近くのMouslimieh飛行場への着陸に失敗し、機体を破損させた。計画の失敗に失望したマルガはホテルの部屋に入った後、拳銃自殺した。